# Штітаре
Штітаре (словац. Štitáre) — село, громада округу Нітра, Нітранський край. Кадастрова площа громади — 7.49 км². Протікає річка Кадань.
Населення 1003 особи (станом на 31 грудня 2019 року).

## Історія
Штітаре згадується 1113 року.

## Населення
| Рік:            | 1994. | 2004. | 2014.    | 2024.    |
| --------------- | ----- | ----- | -------- | -------- |
| Кількість осіб: | 0     | 619   | 797      | 1263     |
| Різниця:        |       | –     | +28,75 % | +58,46 % |

| Рік:            | 2023. | 2024.   |
| --------------- | ----- | ------- |
| Кількість осіб: | 1234  | 1263    |
| Різниця:        |       | +2,35 % |